# Otto Sonnleitner
Hans Otto Sonnleitner (* 20. November 1906 in Würzburg; † 30. Juni 1985 ebenda) war ein deutscher Bildhauer. Seine Werke befinden sich in vielen Kirchen im fränkischen Raum. Insbesondere in Würzburg gibt es viele seiner Arbeiten an öffentlichen Plätzen. Sonnleitner schuf auch Werke für die Walhalla in Donaustauf.

## Leben
Otto Sonnleitner wurde am 20. November 1906 in der Leistenstraße im Würzburger Steinbachtal geboren. Um 1900 war der Vater, Ludwig Sonnleitner von Landau an der Isar nach Würzburg gezogen. Er übte den Bildhauerberuf aus und machte sich noch vor Ausbruch des Ersten Weltkriegs mit einer eigenen Werkstatt selbstständig. Die Mutter des späteren Künstlers ist nicht bekannt.
Der junge Otto besuchte zunächst in Würzburg die Oberrealschule und plante nach seinem Abschluss bei seinem Vater in die Lehre zu gehen. Neben der Ausbildung besuchte Sonnleitner das Polytechnikum in seiner Geburtsstadt und lernte dort Zeichnen. Im Jahr 1925, nach Abschluss der Lehre, ging er nach München, um seine Fertigkeiten zu verbessern. Dort wurde er vom späteren Leiter der klösterlichen Bildhauerwerkstätten von Münsterschwarzach, Valentin Kraus, protegiert.
Neben kleinen, wenig bezahlten Arbeiten in der bayerischen Hauptstadt, Sonnleitner arbeitete unter anderem an den Inschriften des Kriegerdenkmals im Hofgarten, begann er ein Studium an der Akademie der Bildenden Künste, zunächst bei Karl Killer, später bei Fritz Behn. Bis 1931 studierte er bei Behn, ehe er Meisterschüler des Bildhauers Josef Wackerle wurde. 1937 beendete Otto Sonnleitner sein Studium, machte sich im folgenden Jahr in München selbstständig und ehelichte Gertrud von Oelhafen.
Bereits 1935 war mit dem Relief Adebar ein erster Auftrag aus Würzburg für das Universitäts-Frauenklinikum bei Sonnleitner eingegangen. Nach dem Ende des Studiums folgten weitere Werke wie der Knabe mit Fohlen vor der Goethe-Schule in Würzburg. Sonnleitner war von 1937 bis 1944 auf fünf Großen Deutschen Kunstausstellungen in München mit zehn Arbeiten vertreten. Im Jahr 1940 wurde er zum Kriegsdienst eingezogen. Erst im Dezember 1945 kehrte Sonnleitner aus der Gefangenschaft nach München zurück und fand das Atelier durch eine Fliegerbombe zerstört vor.
Im Jahr 1947 kehrte Otto Sonnleitner in seine Geburtsstadt zurück. Der Vater war kurz zuvor verstorben und Sonnleitner übernahm die Werkstatt in seinem Geburtshaus. Es folgten weitere Aufträge in Würzburg und der näheren Umgebung, so entstand ein Relief am Sparkassenneubau, das den Vater Main darstellen soll. Ein erstes, größeres Werk ist der Marktbrunnen im nahen Karlstadt, der dem Chemiker Johann Rudolph Glauber gewidmet wurde.
Nun folgten viele Aufträge; insbesondere Brunnengestaltungen wurden bevorzugt von Sonnleitner übernommen. Ein weiterer Schwerpunkt seines Schaffens bildet die Darstellung der heiligen Barbara. In Würzburg wurden mehrere seiner Arbeiten Wahrzeichen. Die Marktbärbel auf dem Marktplatz und der Botenreiter stammen von dem Künstler.

## Auszeichnungen
- Unter dem Namen „Bär“ Mitglied der Hetzfelder Flößerzunft
- Ehrenmitglied der Freunde Mainfränkischer Kunst und Geschichte (1971)
- Kulturpreis der Stadt Würzburg (1974)
- Bundesverdienstkreuz am Bande (1975)[5][6]

## Werke (Auswahl)
Viele Werke des Bildhauers befinden sich an öffentlichen Plätzen, schwerpunktmäßig in der Hauptwirkungsstätte Würzburg, dennoch gibt es einige Arbeiten auch im südbayerischen Raum. Vielfach wurden Schulhöfe mit Skulpturen Otto Sonnleitners verziert.
| Jahr      | Ortsname, Aufstellungsort                     | Materialien                 | Werk                                                                                         | Bild                     |
| --------- | --------------------------------------------- | --------------------------- | -------------------------------------------------------------------------------------------- | ------------------------ |
| 1935      | Würzburg, Universitätsklinikum                | Ruhpoldinger Marmor         | Adebar                                                                                       |                          |
| 1938      | Würzburg, Goethe-Schule                       | Muschelkalkstein            | Knabe mit Fohlen                                                                             | Knabe mit Fohlen         |
| 1939      | Würzburg, Schwimmbad Sandermare               | Muschelkalkstein und Bronze | Brunnen und Wasserspeier Wels                                                                |                          |
| 1950      | Würzburg, Kilianshaus                         | Bronze                      | Relief Der Main                                                                              | Relief der Main          |
| 1951      | Würzburg, Ecke Sanderstraße/Elefantengasse    | Muschelkalkstein            | Hausmadonna                                                                                  | Hausmadonna              |
| 1952      | Würzburg, St. Josef                           | Holz                        | Vesperbild                                                                                   |                          |
| 1953      | Würzburg, Steinbachtalschule                  | Muschelkalkstein            | Knabe mit Einhorn                                                                            | Knabe mit Einhorn        |
| 1954      | Würzburg, Burkardushaus                       | Blaubankkalkstein           | St. Michael und der Drache                                                                   |                          |
| 1954      | Heidenfeld, Katholische Pfarrkirche           | Diabas                      | Relief Michael Faulhaber                                                                     |                          |
| 1955      | Karlstadt, Marktplatz                         | Roter Sandstein             | Rudolph-Glauber-Brunnen                                                                      |                          |
| 1955      | Würzburg, Franziskanerkirche                  | Muschelkalkstein            | Altar und Kanzelrelief                                                                       |                          |
| 1955      | Hameln, Katholische Kirche                    | Treuchtlinger Marmor        | Evangelistensymbole                                                                          |                          |
| um 1955   | Würzburg, Peterplatz                          | Roter Sandstein             | Denkmal für das ehemalige Benediktinerkloster St. Stephan                                    | Klosterdenkmal           |
| 1955–1959 | Würzburg, St. Elisabeth                       | Bronze                      | Chorkreuz und Aussetzungsthronos                                                             |                          |
| 1956      | Königsberg in Bayern, Katholische Pfarrkirche | Muschelkalkstein            | Engel des Gerichts                                                                           |                          |
| 1957      | Würzburg, Postamt am Paradeplatz              | Bronze                      | Taubenbrunnen                                                                                |                          |
| 1958      | Würzburg, Dallenbergbad                       | Bronze                      | Fischergruppe                                                                                |                          |
| 1959      | Münsterschwarzach, Klosterkirche              | Treuchtlinger Marmor        | Seitenaltar Egbert, Adalbero und Makarius                                                    |                          |
| 1960      | Bad Kissingen, Gymnasium                      | Bronze                      | Pythagoras                                                                                   |                          |
| 1961      | Münsterschwarzach, Klosterkirche              | Treuchtlinger Marmor        | Seitenaltar Willibald, Martin und Burkard                                                    |                          |
| 1961      | Münsterschwarzach, Klosterkirche              | Treuchtlinger Marmor        | Seitenaltar Kilian, Kolonat und Totnan                                                       |                          |
| 1961      | Würzburg, Wirsberg-Gymnasium                  | Bronze                      | Orpheus                                                                                      | Orpheus                  |
| 1961      | Würzburg, Wirsberg-Gymnasium                  | Bronze                      | Fünf Reliefs aus dem Leben eines Schülers                                                    | Reliefs                  |
| 1961      | Würzburg, St. Gertraud                        | Muschelkalkstein            | Maria mit Kind                                                                               |                          |
| 1961      | Berlin-Zehlendorf, Waldfriedhof               | Bronze                      | Grabmal Jakob Kaiser                                                                         | Grabmal Jakob Kaiser     |
| 1961      | Münsterschwarzach, Klosterkirche              | Bronze                      | Epitaph Burkhard Utz                                                                         |                          |
| 1962      | Bad Kissingen, Realschule                     | Bronze                      | Jugend an der Quelle                                                                         |                          |
| 1963      | Escherndorf, Fürstenberg                      | Muschelkalkstein            | Maria mit Kind                                                                               | Maria mit Kind           |
| 1963      | Geroldshausen, St. Thomas                     | Muschelkalkstein            | Maria mit Kind                                                                               |                          |
| 1964      | Köln, St. Bernhard                            | Roter Sandstein             | Maria mit Kind                                                                               |                          |
| 1964      | Würzburg, Universitätsklinikum                | Bronze                      | Flamingogruppe                                                                               |                          |
| 1964      | Würzburg, Staatliche Feuerwehrschule          | Muschelkalkstein            | St. Florian                                                                                  |                          |
| 1965      | Würzburg, Saalgasse                           | Bronze                      | Fischerbuben                                                                                 | Fischerbuben             |
| 1965      | Würzburg, Röntgenring                         | Bronze                      | Relief der Physiologen Albert von Bezold, Adolf Fick, Maximilian von Frey und Edgar Wöhlisch |                          |
| 1966      | Würzburg, Frankfurter Straße                  | Bronze                      | Brunnen                                                                                      |                          |
| 1966      | Würzburg, Universität                         | Bronze                      | Türgriffe                                                                                    |                          |
| 1967      | Höpfingen, Katholische Pfarrkirche            | Bronze                      | Maria mit Kind                                                                               |                          |
| 1967      | Würzburg, Dom                                 | Bronze                      | Kiliansportal                                                                                | Kiliansportal            |
| 1967      | Würzburg, Hl. Kreuz                           | Bronze                      | Christus in der Vollendung wiederkehrend                                                     |                          |
| 1968      | Würzburg, Nähe Alte Mainbrücke                | Bronze                      | Fischerstecher                                                                               | Fischerstecher           |
| 1969      | Würzburg, Burkarderstraße                     | Bronze                      | Fischreihergruppe                                                                            | Fischreihergruppe        |
| 1970      | Lohr am Main, St. Pius                        | Bronze                      | Kreuzweg Deckel des Taufbeckens mit den Symbolen der vier Evangelisten                       |                          |
| 1970      | Siegelbach, Katholische Pfarrkirche           | Bronze                      | Maria mit Kind                                                                               |                          |
| 1971      | Würzburg, Bismarckstraße                      | Bronze                      | Fischerstecher                                                                               | Fischerstecher           |
| 1971      | Würzburg, Marktplatz                          | Bronze                      | Marktbärbel                                                                                  | Marktbärbel              |
| 1972      | Kitzingen, St. Johannes                       | Bronze                      | Im Kreuz ist Heil                                                                            |                          |
| 1972      | Mömlingen, Marktplatz                         | Muschelkalkstein            | Friedensdenkmal                                                                              |                          |
| 1972      | Königshofen, Katholische Pfarrkirche          | Bronze                      | Portal                                                                                       |                          |
| 1972      | Würzburg, Waldfriedhof                        | Muschelkalkstein            | Gedenkstein der Anatomie                                                                     | Gedenkstein der Anatomie |
| 1972      | Würzburg, Matthias-Ehrenfried-Haus            | Bronze                      | Porträt Matthias Ehrenfried                                                                  |                          |
| 1973      | Donaustauf, Walhalla                          | Griechischer Marmor         | Jean Paul                                                                                    |                          |
| 1974      | Würzburg, Marktplatz                          | Bronze                      | Der Botenreiter                                                                              | Botenreiter              |
| 1974      | Rieneck, Katholische Pfarrkirche              | Bronze                      | Sakramentshaus und Ambo                                                                      |                          |
| 1976      | Würzburg, Ottostraße                          | Bronze                      | Würzburg-Stadt der Musik-Brunnen                                                             | Brunnen                  |
| 1977      | Würzburg, Grombühlstraße                      | Bronze                      | Denkmal für die Heimatdichterin Elisabeth Scheuring                                          | Denkmal                  |
| 1978      | Würzburg, Dom                                 | Bronze                      | Epitaph Matthias Ehrenfried                                                                  |                          |